# Blutemail
Blutemail ist ein rotes Email. Diese Emailtechnik wurde im 5. Jahrhundert v. Chr. von den Kelten entwickelt (La-Tène-Zeit) und diente als roter, undurchsichtiger Glasfluss zur Ausfüllung von Furchen („Furchenschmelze“) bei Schmuck und Gebrauchsgegenständen. Sie ist der erste Höhepunkt der Emailtechnik, die auch bei germanischen Stämmen (Alemannen, Langobarden, Goten) bei Schmuck und Zubehör wie Ketten, Gürtelschnallen und vor allem emaillierten Fibeln Verwendung fand.